# Batalla de Sagrajas
La batalla de Sagrajas o batalla d'az-Zal·laqa o az-Zallaqah o Zalaca (àrab: الزلافه, az-Zallāqa) és una batalla que es va entaular a Sagrajas, a les proximitats de Badajoz (Extremadura), el 23 d'octubre de 1086, entre les tropes cristianes d'Alfons VI de Castella i les almoràvits de Yússuf ibn Taixfín, amb la derrota de les primeres.

## Antecedents
Feia un any que Alfons VI de Castella havia conquerit Tulàytula als musulmans, cosa que va alarmar els reis d'algunes taifes, que van sol·licitar l'ajuda militar de Yússuf ibn Taixfín. Així doncs, el militar va desembarcar a Al-Jazira al-Khadrā (Algesires) al capdavant d'un exèrcit de musulmans rigoristes, els almoràvits, amb el qual es va dirigir cap al nord. El monarca castellà, que va tenir el suport dels monarques catalans i aragonesos, va sortir a trobar-lo.
L'encontre es va produir a az-Zallaqah, avui Sagrajas. L'exèrcit dels almoràvits havia reunit guerrers d'arreu d'al-Àndalus, i es creu que comptava amb uns 30.000 guerrers. Per la seva banda, es creu que l'exèrcit cristià d'Alfons VI disposava de 60.000 homes. Abans d'iniciar la batalla es van creuar diversos missatges entre l'un i l'altre bàndol, i Yusuf va donar tres alternatives al rei cristià: la conversió a l'islam, pagar un tribut o la batalla. Alfons VI va triar lluitar contra els almoràvits.

## Ordre de batalla
La batalla va començar un divendres a l'alba amb l'atac d'Alfons VI. Yússuf ibn Taixfín va dividir el seu exèrcit en 3 divisions. La primera va ser conduïda per Muhàmmad ibn Abbad al-Mútamid i consistia en 15.000 guerrers, la segona divisió constava d'11.000 guerrers comandats pel mateix Yusuf i la tercera era de 4.000 guerrers africans negres amb espases índies i javelines llargues.

## Batalla
El camp de Dawud ibn Aysa fou atacat a primera hora del matí per les tropes d'Alvar Fáñez, atac que produí un gran nombre de baixes, però al-Mutamid i la seva divisió van lluitar amb Alfons VI fins després del migdia, quan Yússuf ibn Taixfín i la seva divisió es van afegir a la batalla i van circumdar Alfons VI i les seves tropes. Les tropes cristianes d'Alfons VI es van aterrir i van començar a retrocedir, després Yússuf va ordenar a la tercera divisió del seu exèrcit atacar i acabar la batalla.
Les baixes entre les tropes d'Alfons van ser enormes: es creu que foren més de 59.500 els morts. Tan sols 100 cavallers van tornar de nou a Castella. Les baixes van ser també molt fortes en el bàndol almoràvit, especialment en la host de Dawud ibn Aysa i entre la del governador de la taifa de Badajoz, al-Mutawàkkil ibn al-Aftas. Alfons VI va aconseguir sobreviure a la batalla, però hi va rebre una ferida de llança en la tíbia esquerra de la qual mai es va guarir, una ferida que encara és perceptible en les restes del seu esquelet.

## Conseqüències
La batalla fou decisiva per als almoràvits però les seves baixes no els van permetre continuar el contraatac, i Yússuf ibn Taixfín va haver de tornar a Àfrica per la mort del seu fill. Els regnes de Castella i Lleó van aconseguir no perdre territori i mantenir la ciutat de Toledo, que havien aconseguit l'any anterior després d'un setge, però l'avanç cristià es va aturar unes generacions.
La batalla de Salatrices fou, segons Prudencio de Sandoval un suposat enfrontament produït el 1106 entre l'exèrcit d'Alfons VI de Castella i l'almoràvit de Yússuf ibn Taixfín, que s'ha identificat amb la batalla de Sagrajas.